# Droits des travailleurs du sexe

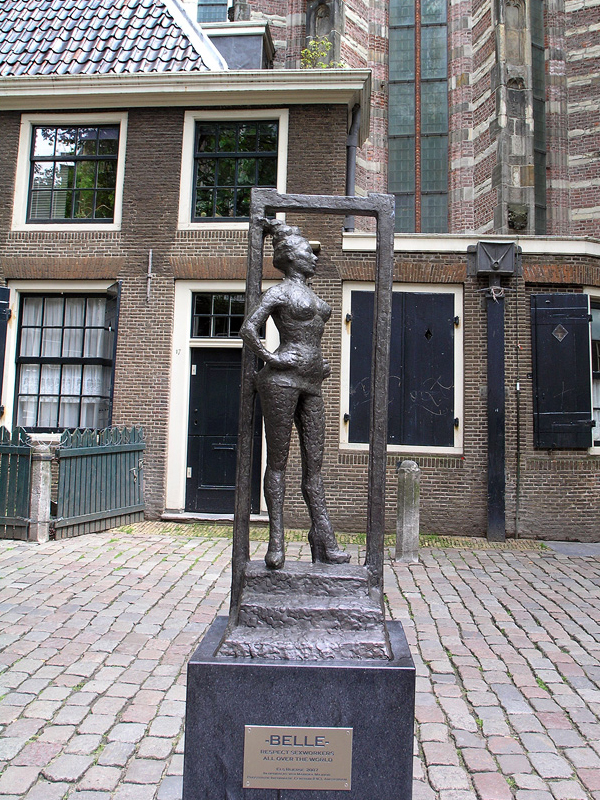
Statue dédiée aux travailleurs du sexe du monde, inaugurée en mars 2007 à Amsterdam, Oudekerksplein, en face de l'Oude Kerk, au quartier chaud De Wallen. Le nom de la statue est Belle et la dédicace est: "Respect pour tous les travailleurs du sexe du monde".

Le terme droits des travailleurs du sexe est un terme générique qui inclut plusieurs revendications, qui à l'échelle mondiale sont formulées par une multitude hétéroclite d'individus et d'organisations et qui concernent les droits humains des travailleurs du sexe.
Les revendications de ce mouvement ont généralement pour objectif la déstigmatisation du travail du sexe et demandent le renforcement de la sécurité juridique des travailleurs du sexe et la facilitation lors de leurs démarches auprès les institutions publiques, médico-sociales, de santé en général, les forces de l'ordre, parmi d'autres. 
Un bilan réalisé sur cent pays rappelle que cinquante de ces pays ont des politiques régularisant la prostitution, l'existence de maisons closes, le proxénétisme ; onze ont adopté une politique qui impose une restriction de ces activités et trente-neuf ont des politiques qui interdisent complètement la prostitution, l'existence de maisons closes et le proxénétisme . 

## Stigmatisation et discrimination
Dans la plupart des pays du monde, même ceux qui ont légalisé tout travail du sexe, des travailleurs du sexe de tous types se plaignent de stigmatisation et de discrimination. Ces deux raisons sont identifiées par les travailleurs du sexe comme un principal obstacle pour chercher une protection légale des discriminations de tout type, harcèlement sexuel, agressions, viols
. 

## Débat sur la pornographie
Pendant les années 1970 et 1980 au centre du discours féministe se trouvaient la pornographie, le travail du sexe, le trafic d'êtres humains et en particulier de femmes. Cela a mené à une mobilisation pour les droits des travailleurs du sexe aux États-Unis. L'introduction du terme travail du sexe au début des années 1980 est attribué à Carol Leigh. Plus tard, ce terme a été popularisé dans l’anthologie éponyme Sex Work sortie en 1987. 
Pendant ce temps-là le débat sur la pornographie se structurait autour de la question du rôle que joue la pornographie pour la situation de la femme. Les différents courants féministes partageaient la position commune pour la nécessité de combattre les violences faites aux femmes, mais avaient des positions opposées sur les moyens d'y parvenir. 

### Féministes radicales
L'argumentation de ce courant était structurée autour du fait que dans la pornographie les femmes sont représentées comme subordonnées à l'homme et qu'elle perpétue les violences faites aux femmes. Par exemple, Andrea Dworkin écrit que l'oppression de la femme est possible grâce à la subordination sexuelle et pour que l'égalité des genres puisse exister, la subordination doit être éliminée. Elle affirme que la pornographie est donc opposée à l'égalité. De même, Catharine MacKinnon affirme que la pornographie est un acte de violence sexuelle. Au motif que la pornographie viole les droits civiques, MacKinnon et Dworkin proposent un texte de loi intitulée "Antipornography Civil Rights Ordinance" qui proposait un droit aux femmes de chercher des réparations pour les dommages causés par la pornographie. Analogiquement, Page Mellish crée le mouvement Feminists Fighting Pornography (FFP) qui affirme que les problèmes auxquels sont confrontés les femmes proviennent de la pornographie. En 1992, Mellish s'allie avec les conservateurs en faveur du "Pornography Victims’ Compensation Act", qui est inspiré du texte de Dworkin et MacKinnon’s ordinance.

### Féministes libérales
Sur le côté opposé, les libéraux croient que les femmes ont le droit de disposer librement de leurs corps donc elles doivent être libres à participer dans des productions pornographiques si elles en ont envie. Sur cette position sont des féministes comme Lynn Chancer. Chancer affirme qu'il est possible que des images pornographiques représentant des femmes consentantes puissent être faites sans qu'il s'agisse de subordination de la femme.  Elle accuse les féministes radicales de prôner une interdiction de la pornographie pour fixer des problèmes sociétaux d'échelle beaucoup plus grande. 

### Féministes pro-sexe
Au sein du mouvement féministe pro-sexe l'opinion dominant est qu'aucun comportement sexuel ne doit pas être avili, tant que les partenaires sont consentants. Une des principales défenseurs de ce courant féministe est Carol Queen. Elle accuse les féministes radicales de généraliser trop rapidement la situation féminine et de ne pas prendre en compte des circonstances plus compliquées, telles que le sadomasochisme et la prostitution. Elisa Glick avance l'argument que les rapports de domination dans un couple n'excluent pas la possibilité que les femmes soient les dominantes et que ces circonstances peuvent être utilisés afin de permettre aux femmes de se mettre dans une telle configuration

### Trafic d'êtres humains
Un débat plus contemporain qui a cristallisé lorsque le mouvement de défense des droits des travailleurs du sexe a pris ampleur est la question du trafic d'êtres humains. Le débat actuel est centré autour de la question de savoir par quel biais (abolition, criminalisation, décriminalisation, légalisation) les femmes seront le mieux protégées du trafic d'êtres humains.
Certains groupes de défenseurs des droits des travailleurs du sexe insistent sur le fait que de nombreuses politiques criminalisant le travail du sexe ne tiennent pas compte de la différence entre le travail forcé et consentant et que ne pas faire cette différence aura comme résultat de ne pas protéger les femmes qui font un travail du sexe consentant. Le Nouveau protocole des Nations unies sur le trafic de Janis Raymond insiste sur le fait que dans de nombreux pays qui ont légalisé le travail du sexe, un trafic de nombreuses victimes s'effectue sous le couvert de la migration, et elles ne bénéficient donc d'aucune protection. Raymond insiste également qu'il n'est pas possible de séparer l'exploitation faite aux prostituées locales de celles qui sont assujetties au trafic et qu'il est donc nécessaire de criminaliser tous les acteurs du travail du sexe, afin de combattre l'esclavagisme sexuel.

## Légalité de la prostitution
Il y a deux catégories principales auxquelles la plupart des activistes pour la protection de travailleurs du sexe des violences peuvent être associés: d'un côté, l’abolitionnisme et/ou la criminalisation, et d'autre côté, la légalisation et/ou la décriminalisation

### Abolitionnisme et/ou criminalisation
Des adhérents de ce point de vue des débuts du mouvement de protection des travailleurs de sexe insistent que le problème principal de la prostitution est la concupiscence masculine qui entraine des femmes innocentes dans une vie dépravée de prostituées. Ainsi les adeptes de l'abolition affirment que la prostitution est un système exploitatif qui nuit aux femmes qui y sont impliquées. Ces activistes croient donc que le meilleur moyen de faire prévention des violences envers les femmes est de faire punir les clients et les proxénètes afin de faire démonter le système  entier de la prostitution. Les opposants de l'abolition insistent que cette politique considère les femmes comme étant des victimes sans défense et la considèrent donc comme paternaliste et non pas comme donnant pouvoirs aux femmes.
Melissa Farley, adepte bien connue de la criminalisation, et ses collègues, affirment que la violence est une caractéristique intrinsèque de la prostitution et que la probabilité qu'une femme soit victime d'agression augmente au fil du temps. Farley et ses collègues ont effectué des études aux Pays-Bas pour mettre en évidence un effet traumatisant de la prostitution légalisée. Ils trouvent que 90 % des travailleurs du sexe tendent à montrer des syndromes de SSPT. Pour cette raison, Farley et al. affirment qu'une criminalisation assurera une meilleure protection des travailleurs du sexe. 
Certains adeptes de la criminalisation insistent que le meilleur moyen de protéger les femmes des agressions est de punir les travailleurs du sexe et les clients et proxénètes.

#### Arguments pour la criminalisation
Janice Raymond résume dix arguments récurrents en faveur de l'abolition et/ou de la criminalisation des clients, en tirant des conclusions d'études sur des pays où la prostitution est légalisée et/ou décriminalisée, en partie par le prisme de la prostitution hétérosexuelle féminine recourue par des hommes cis-genres.
- La prostitution légalisée serait un cadeau pour les proxénètes, les trafiquants et l'industrie du sexe.
- La prostitution légalisée favoriserait le trafic d'êtres humains.
- La prostitution légalisée favoriserait la croissance de l'industrie du sexe au lieu de la contrôler.
- La prostitution légalisée ferait augmenter la prostitution clandestine, illégale et de rue, parce que de nombreuses femmes n'iraient pas participer aux contrôles de santé, parce qu'elles voudraient échapper à un fichage.
- La prostitution légalisée ferait augmenter la prostitution des mineures.
- La prostitution légalisée ne protégerait pas les prostituées.
- La prostitution légalisée rendrait socialement acceptable le fait que des hommes puissent acheter des services sexuels et considérer les femmes comme une marchandise.
- La prostitution légalisée ne réglerait pas les soucis sanitaires parce qu'une politique de port systématique de préservatifs ne pourrait pas être strictement mise en vigueur.
- La prostitution légalisée ne donnerait pas plus le choix aux femmes de se prostituer ou non.
- Les prostituées ne souhaiteraient pas la légalisation de la prostitution ou la décriminalisation des clients.

### Légalisation et/ou la décriminalisation
Les adeptes de la légalisation et/ou décriminalisation affirment que la vente et l'achat de service sexuels va continuer, indépendamment de toute législation. Dans ce cas, le meilleur moyen pour faire prévention aux violences faites aux travailleurs du sexe et de faire admettre cela au gouvernement est de créer des politiques et des lois qui régulariseront ce travail. Les adeptes de la légalisation/décriminalisation affirment qu'un système qui prohibe la prostitution crée un environnement oppressif pour les prostitués, ainsi que le combat contre le trafic d'êtres humains doit se faire à travers des politiques de restriction et de lutte contre l'exploitation des travailleurs du sexe. 

#### Arguments pour la décriminalisation
La légalisation du travail du sexe entraine souvent des restrictions supplémentaires, comme l'obligation de s'inscrire auprès de services publics et de respecter certaines normes (sanitaires et autres). Certains activistes sont en faveur d'une décriminalisation au lieu d'une légalisation, pour protéger les droits des travailleurs du sexe mais aussi pour lutter contre la coercition. 
Ronald Wietzer, un adepte bien connu d'une légalisation/décriminalisation de la prostitution affirme que le fait d'avancer des arguments non-scientifiques a contribué à l'instauration d'une "panique morale", du fait que les opposants à la légalisation utilisent souvent l'argument sans fondement que la prostitution est intrinsèquement violente et échappe à toute régularisation. Il insiste que certains gouvernements ont rejeté cet argument et ont trouvé le moyen d'imposer une régulation, comme le Nevada. 
Les arguments principaux des adeptes de la légalisation et la décriminalisation de la prostitution sont:
- La prostitution serait une opération ne nuisant à personne, tant que les personnes impliquées ne sont que des adultes consentants.
- La prostitution pourrait être un choix libre.
- Le travail du sexe ne serait pas plus moral ou immoral que d'autres métiers.
- Le trafic d'êtres humains et la coercition à la prostitution seraient plus efficacement combattus avec un travail du sexe légalisé ou décriminalisé.
- Ce serait grâce à la décriminalisation et/ou légalisation que les travailleurs du sexe pourraient le plus efficacement être protégés des violences faites à leur encontre.
- La propagation d'infections sexuellement transmissibles peut être diminuée si la prostitution est régularisée
- Le taux de viols peut baisser si la prostitution est légalisée et/ou décriminalisée
- Si le travail du sexe devient un travail légal, une protection légale des droits humains et les droits de travailleurs peut être imposée
- La criminalisation du travail du sexe ne fait qu'exacerber la gravité des problèmes auxquels les travailleurs du sexe doivent déjà faire face.

## Risques associés au travail du sexe

### Maladies sexuellement transmissibles (MST)
Dans les pays où le travail du sexe est soit criminalisé, illégal, ou les deux, les travailleurs du sexe doivent faire face à de nombreuses menaces de violence. Une des menaces principales qui existe est la contraction d'une maladie sexuellement transmissible, facilitée, dans différents contextes, par des facteurs structurels (gouvernementales) ou individuels (peur). Puisque les violences dans les rues sont fréquentes à des endroits fréquentés par des travailleurs du sexe, le risque de contracter une MST augmente en raison des viols. Souvent, les travailleurs du sexe sont dans l'incapacité de demander l'utilisation d'un préservatif ou de refuser le service. En plus, l'Organisation mondiale de la santé tire l'alarme sur le fait qu'à de nombreux travailleurs du sexe à travers le monde l'accès aux soins médicaux est refusé en raison de leur travail. En plus, les travailleurs du sexe sont susceptibles d'avoir peur de se tourner vers les professionnels de santé, en raison des barrières structurelles qui leur sont imposées et qui les empêchent de s'informer pour les méthodes qui vont leur garantir une meilleure prévention et protection. Un exemple concret de risque sanitaire auquel sont exposés les travailleurs du sexe est mis en évidence par une étude, effectuée sur les travailleurs du sexe occasionnels au Cambodge, qui met en évidence une augmentation du taux de contamination par le VIH dans cette population au fil des années. L'étude a confirmé que le taux de contamination est plus grand chez ces prostituées que celles qui travaillent dans les maisons closes, parce que les prostituées occasionnelles n'utilisent pas systématiquement un préservatif, parce qu'elle se font payer plus pour les services sexuels non protégés. En plus, les campagnes de prévention ciblent essentiellement les maisons closes et négligent souvent les prostituées occasionnelles. Pour cette raison, les adeptes de la légalisation insistent que des politiques publiques doivent être mises en place, visant particulièrement les populations les plus vulnérables.
Le risque de contamination des femmes transsexuelles par le VIH est particulièrement élevé. La séroprévalence du VIH parmi les femmes transsexuelles travailleuses du sexe est estimé à 27,3 %.

### Agressions physiques
Un rapport de l'Organisation mondiale de la santé signale que la criminalisation crée un environnement hostile pour les travailleurs du sexe, puisqu'ils sont mis dans une situations où ils sont moins encouragés à porter plainte auprès des forces de l'ordre quand ils deviennent victimes d'agressions physiques. Partie du quotidien des travailleurs du sexe dans des pays ayant criminalisé la prostitution sont les viols, assassinats, passages au tabac, enlèvements, rapports coercitifs avec les forces de l'ordre afin d'échapper à des arrestations. 

## Opinions des organisations internationales

### Organisation mondiale de la santé
L'organisation mondiale de la Santé a préparé un rapport, étudiant les violences faites aux travailleurs du sexe et leur vulnérabilité vis-à-vis du VIH/SIDA. Il contient des stratégies d'intervention ainsi que des recommandations de politiques. Un second rapport, étudiant la prévention du VIH dans des pays à revenus bas et moyens recommande l'adoptions de politiques de décriminalisation du travail du sexe et appelle à l'élimination de la chasse légale des travailleurs du sexe. 

### ONU
Un rapport a été préparé par l'ONUSIDA, faisant des recommandations d'adoption de politiques dans l'Asie et le Pacifique, et qui traite la question de l'amélioration de l'accès au soins médicaux pour les travailleurs du sexe. Les conclusions du rapport sont qu'une décriminalisation du travail du sexe favorisera la mise en place de protections des travaiileurs du sexe et favorisera leur accès aux soins médicaux. 